# Анемія (фільм, 1987)
«Анемія» («ანემია») — радянський двосерійний художній фільм 1987 року, знятий режисером Вахтангом Котетішвілі на кіностудії «Грузія-фільм».

## Сюжет
Викладач-початківець Ніка приїжджає працювати з міста в далекий гірський аул. Він стикається з бездушністю та формалізмом, що панують у місцевій школі-інтернаті.

## У ролях
- Леван Абашидзе — Ніка
- Паата Моїсцрапішвілі — Аміран
- Грігол Нацвлішвілі — Валіко
- Хатуна Іоселіані — Ламзіра
- Гурам Гегечкорі — Димитрій
- Джимі Ломідзе — роль другого плану
- Давид Сородський — Давид
- Натія Гелаурідзе — Потола
- Г. Мозаїдзе — Гела
- Михайло Туркішвілі — дід
- Джемал Шубладзе — голова
- Георгій Чконія — роль другого плану
- Ніколоз Гомелаурі — роль другого плану
- Акакій Карселадзе — роль другого плану
- Михайло Кобахідзе — роль другого плану
- Натела Ломаурі — роль другого плану
- Бадрі Мозаїдзе — роль другого плану
- Хвіча Мозаїдзе — роль другого плану
- Гія Одоїдзе — роль другого плану
- Ірина Полкопаєва — роль другого плану
- Зураб Хелаїя — роль другого плану
- Георгій Хоштарія — роль другого плану
- Каха Чагаїдзе — роль другого плану
- Ліа Капанадзе — роль другого плану
- Леонід Леквеїшвілі — роль другого плану
- М. Схіртладзе — роль другого плану
- В. Тіргонаков — роль другого плану
- Ш. Чаргеїшвілі — роль другого плану

## Знімальна група
- Режисер — Вахтанг Котетішвілі
- Сценаристи — Бідзіна Каландадзе, Вахтанг Котетішвілі, Арчіл Сулакаурі
- Оператор — Георгій Берідзе
- Композитор — Георгій Цинцадзе
- Художники — Р. Ебралідзе, Ніколоз Шенгелая